# Skyward
Die Skyward war ein Kreuzfahrtschiff, das im Jahr 1970 von der Norwegian Cruise Line in Dienst gestellt wurde. Nach einem Verkauf nach Asien 1991 wurde es dort von verschiedenen Eignern betrieben und ab 1993 als Leisure World von der New Century Cruise Line für Casinokreuzfahrten eingesetzt. 2021 wurde es im indischen Alang abgewrackt.

## Geschichte

### Skyward(1969–1991)
Das Schiff wurde nach seinem Stapellauf am 28. Juni 1969 in Bremerhaven am 10. Dezember 1969 an die Norwegian Cruise Line abgeliefert und kam unter norwegischer Flagge mit Heimathafen Oslo in Fahrt. Es war nach dem Schwesterschiff Starward der zweite Neubau für die Reederei. 1988 kam das Schiff unter die Flagge der Bahamas mit Heimathafen Nassau.
1973 geriet das Schiff in die Schlagzeilen, als mehrere Passagiere während einer Kreuzfahrt wegen mit Keimen belasteten Trinkwassers erkrankten. 1979 brach im Maschinenraum ein Brand aus. Das Schiff musste seine Fahrt abbrechen, die Passagiere wurden auf das Schwesterschiff Starward gebracht.

### Shangri-La World(1991–1992)
1991 wurde das Schiff nach Asien verkauft und als Shangri-La World für Kreuzfahrten vor Singapur eingesetzt.

### Asean World(1992)
1992 wurde das Schiff in Asean World umbenannt.

### Fantasy World(1992–1993)
Noch im selben Jahr erhielt das Schiff den Namen Fantasy World.

### Continental World(1993)
1993 erhielt das Schiff den Namen Continental World.

### Leisure World(1993–2021)

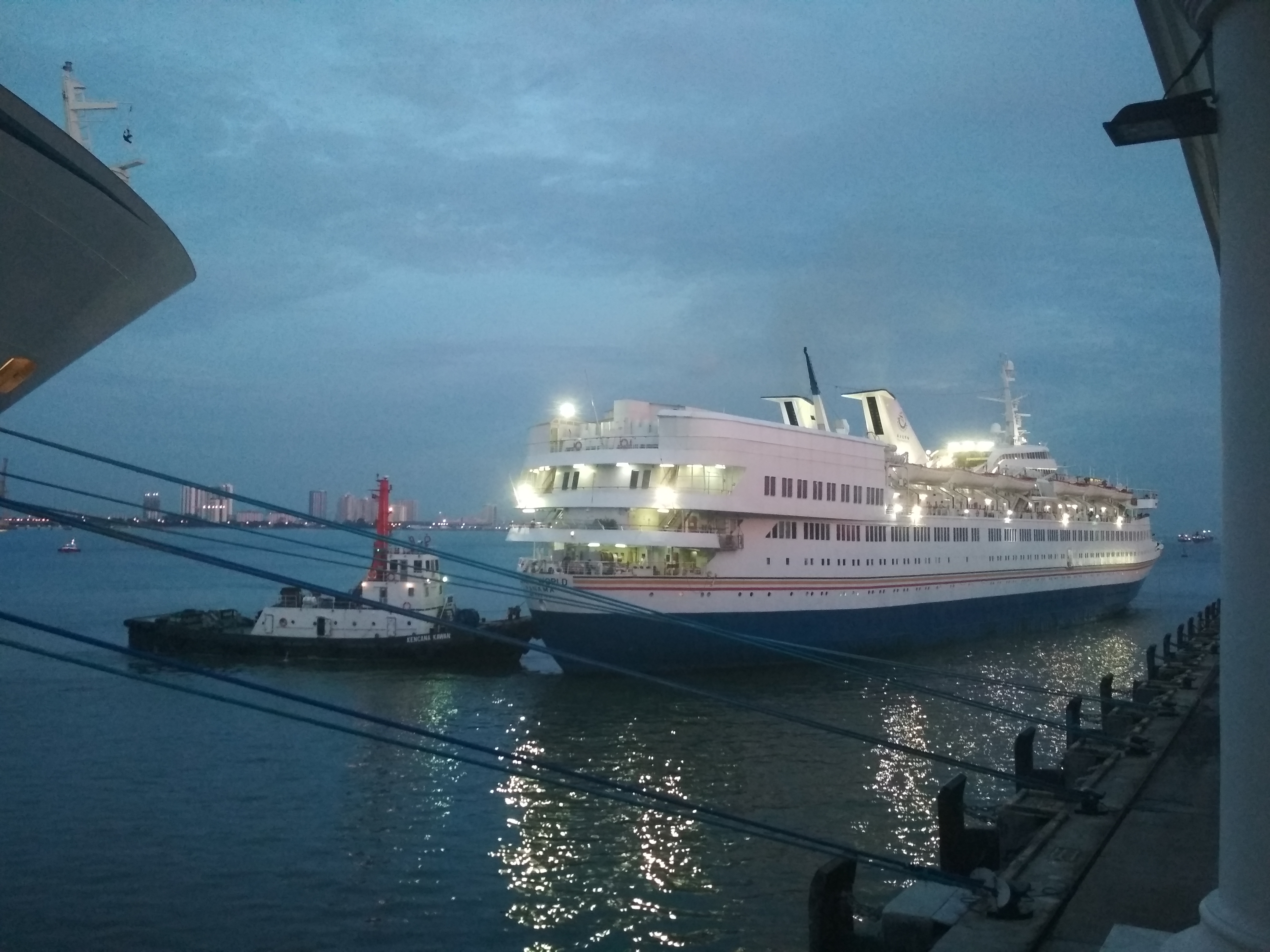
Die Leisure World im Jahr 2019

1993 wurde das Schiff in Leisure World umbenannt. 1994 wurde es in Jacksonville modernisiert und achtern zusätzliche Aufbauten versehen. Ab dem Jahr 2000 wurde die Leisure World von der New Century Group, die das Schiff zwischenzeitlich erworben hatte, an ihre Tochtergesellschaft New Century Cruise Line verchartert. Diese setzte das Schiff als Kasinoschiff vor Singapur ein. An Bord der Leisure World gab es unter anderem eine Karaoke-Lounge, einen Minigolfplatz, eine Sauna, eine Einkaufspassage, ein Fitnesscenter und einen Haarsalon.
2006 wurde das Schiff unter die Flagge Tuvalus mit Heimathafen Funafuti gebracht. 2012 fuhr es unter der Flagge von Palau. Ab 2015 fuhr das Schiff unter der Flagge Panamas mit Heimathafen Panama.
Im Mai 2017 brach an Bord ein Feuer aus. Die SuperStar Libra half bei der Evakuierung.
Im Jahr 2021 wurde das Schiff von der New Century Group zum Abbruch im indischen Alang verkauft. Ebenso verkaufte die New Century Group die zuletzt ebenfalls von der New Century Cruise Line betriebene Amusement World zum Abbruch im indischen Alang. Ende Juni 2021 traf die Leisure World in Alang ein. Die Amusement World traf im August 2021 ebenfalls in Alang ein.

## Schwesterschiff
Das Schwesterschiff, die als Starward gebaute Aegean Queen, fuhr bis 2018 für Etstur. Wie auch die Leisure World gehörte sie zum Zeitpunkt ihrer Außerdienststellung zu den ältesten Kreuzfahrtschiffen der Welt.